# Air Gabon
Air Gabon (IATA: GN, OACI: AGN) fue la aerolínea nacional de Gabón desde su fundación en 1977 hasta su bancarrota y cese de operaciones el 3 de marzo de 2006. La compañía operaba a destinos africanos, de Oriente Medio y de Europa desde el aeropuerto internacional de Libreville, en la capital del país.
Su historia se remonta al año 1951, cuando se fundó la compañía Compagnie Aerienne Gabonaise; la misma se convierte en Société Nationale Air Gabon en 1968, nombre que mantuvo hasta que se cambió por el de Air Gabon en 1977, motivado por la salida del consorcio Air Afrique por parte del Gobierno de Gabón.

## Historia
Air Gabon fue originalmente fue fundada en 1951 como Compagnie Aerienne Gabonaise, operando vuelos regionales desde Libreville con pequeños aviones Beechcraft y De Havilland. En 1968 se convierte en la compañía aérea nacional, siendo renombrada como Société Nationale Air Gabon.
Air Gabon inició operaciones oficialmente en mayo de 1977, después de que Gabón se saliera del consorcio Air Afrique en diciembre de 1976. La nueva aerolínea nació con el propósito de operar las rutas de largo radio internacionales desde la capital Libreville. En el momento de su fundación contaba con tres aviones Fokker F28, dos Douglas DC-6, un Douglas DC-4, un De Havilland Canada DHC-5 Buffalo y un Sud Aviation Caravelle. La propiedad de la aerolínea estaba repartida entre el Gobierno de Gabón (70%) y Sofepag (30%); esta última era una compañía asociada a Air France.
En abril de 1977 la aerolínea realizó un pedido de un Boeing 747-200 y un Boeing 737, a un coste aproximado de 44 millones de dólares estadounidenses. Al año siguiente el presidente de Gabón Omar Bongo entregó a la compañía su transporte personal, un Fokker F28, para que operara regularmente. El 5 de octubre de 1978 llega a la compañía el Boeing 747-200, llamado Presidente Leon M'ba, que comenzó a operar en régimen de arrendamiento financiero con tripulación.
Los Douglas DC-4 y Douglas DC-6 de la compañía fueron reemplazados en 1979 por dos aviones Vickers Vanguard, permitiendo a la aerolínea expandir su red de destinos internacionales volando a Marsella, Niza, París y Roma. En el ámbito regional, Air Gabón operaba a diez países africanos, sirviendo a 26 destinos. A principios de los años 1980 la compañía arrendó financieramente y contrató aviones chárter para operar a destinos domésticos a los que realizaba servicios esporádicos; en 1982 y durante un corto periodo de tiempo también operó un CASA C-212 Aviocar. En 1984 la compañía aérea realizó un pedido de un Lockheed L-110-30 Hercules, que cuando fue recibido en 1985 sustituyó a los Vickers Vanguard.
En 1989 Air Gabon adquiere un Fokker 100 y en 1993 dos ATR 72 para reemplazar al Fokker F28, y a finales de ese año es cuando comienza a operar a Johannesburgo (Sudáfrica). En 1996 abre la ruta directa a Londres con el Boeing 747-200, operando además a las ciudades de Abiyán, Bamako, Bangui, Cotonú, Dakar, Duala, Ginebra, Kinsasa, Lagos, Lomé, Malabo, Marsella, Niza, Pointe-Noire y París

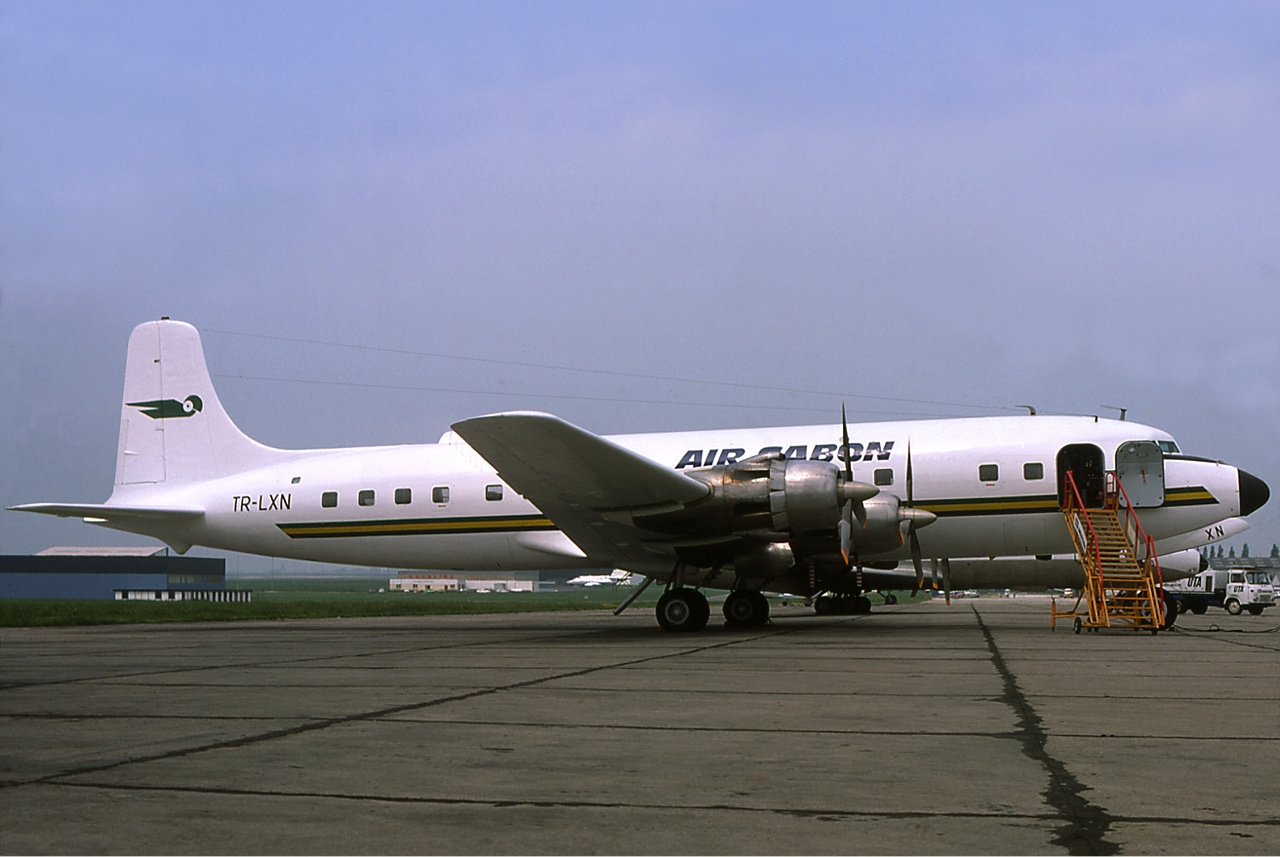
Douglas DC-6 de Air Gabon, uno de los dos con los que inició actividad en 1977.